# Post-grunge
El post-grunge es un derivado del grunge surgido a mediados de la década de 1990.

## Orígenes del género
Este género se caracteriza por sus riffs simples. El postgrunge suena diferente dependiendo de los orígenes de la banda, un ejemplo claro es escuchar el postgrunge de una banda pop rock, que es diferente al de una de hard rock, aun así este no pierde su entidad.
Existen confusiones cuando se habla de cómo suena el postgrunge. Generalmente, el sonido es mantenido en cualquier nota/acorde y este luego es desafinado, volviendo luego al sonido original y así sucesivamente; también, por lo general, el sonido trata de imitar el sonido vocal del cantante, provocando que el ritmo del riff siga el sonido vocal. Muchas veces, los grupos de postgrunge (especialmente los de la corriente más cercana al hard rock) experimentan con las afinaciones alternativas en las guitarras, siendo común el Drop en sexta cuerda (sobre todo en Re y Do. En algunos casos incluso pueden llegar a afinarla en Si o Si b, dándole así un sonido más denso y pesado).
A veces, las canciones postgrunge no mantienen los típicos sonidos instrumentales, pero con el hecho de que la letra de la canción llegue a tocar temas de ideologías típicas del grunge, se hacen postgrunge también.

## Historia

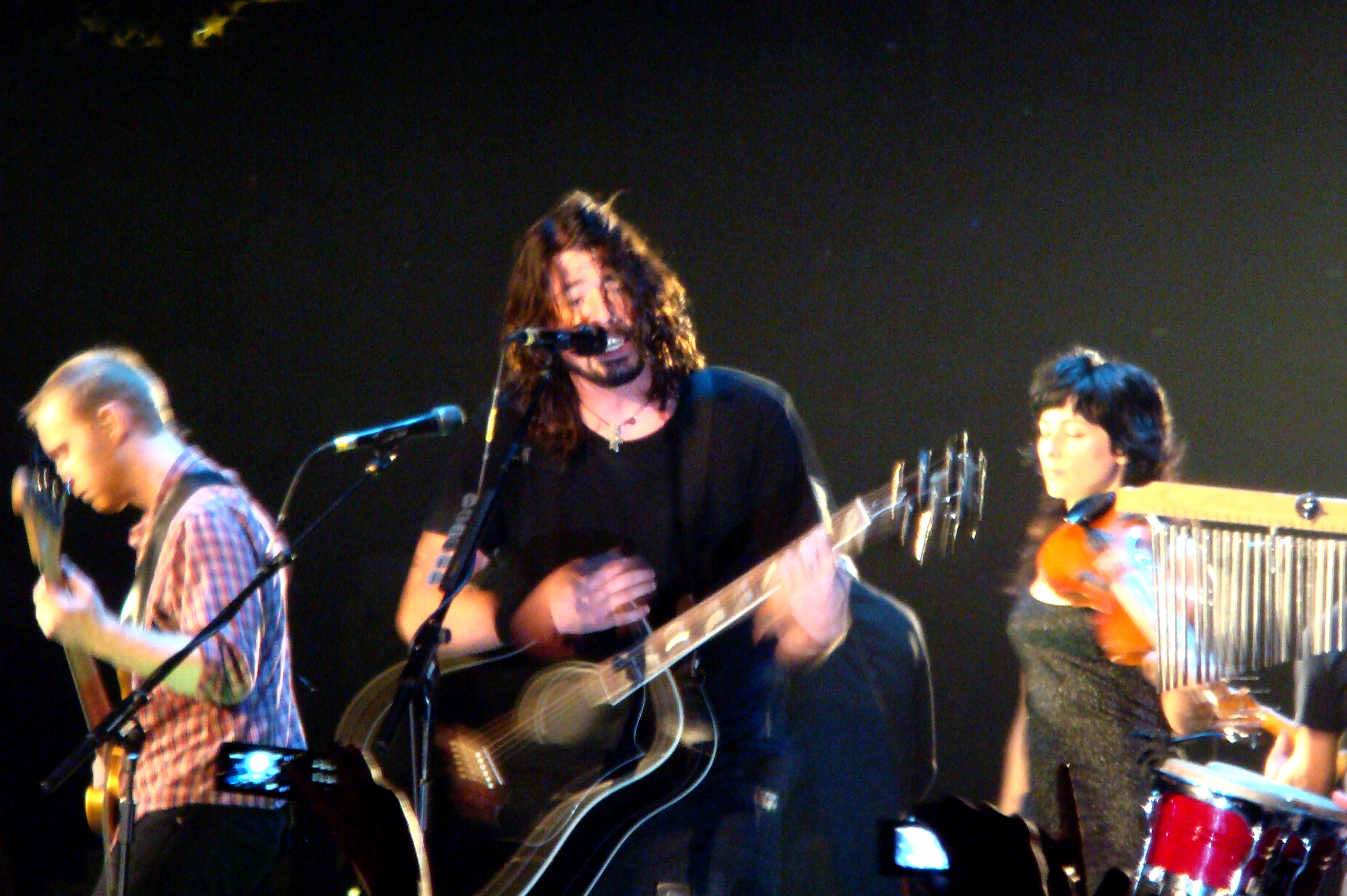
Foo Fighters, una de las bandas más importantes dentro del postgrunge. Aún con un gran éxito comercial

A principios de abril del año 1994, el guitarra y vocalista de Nirvana, Kurt Cobain, se suicidó en su mansión en Seattle, considerado como el máximo referente del grunge, acabando así con la más famosa e influyente formación del subgénero. A causa de estos sucesos y aunque ya en 1993 lo hacían, las compañías discográficas empezaron a interesarse en otros géneros aparte del grunge, como el rock alternativo, comenzando así a difundir e impulsando la creación con carácter comercial de grupos como la banda de origen británica de nombre Bush, considerada la primera en editar un álbum del género postgrunge, con su disco Sixteen Stone; en Estados Unidos bandas como Everclear en Portland, Collective Soul en Atlanta, Georgia, nombrados como rock alternativo junto con otras bandas que por aquel entonces no tenían nombre definido para el género que practicaban, como Red Hot Chili Peppers en Los Ángeles, California, R.E.M. en Athens, Georgia y recientemente Incubus en Calabasas, California.
En 1995 el exbaterista de Nirvana, Dave Grohl, formó una banda llamada Foo Fighters, que ayudó a popularizar el género y definir sus parámetros, convirtiéndose en una de las bandas de rock de mayor éxito comercial en los Estados Unidos.
Sin embargo, el éxito para este subgénero del grunge fue la publicación del álbum debut de Silverchair, Frogstomp, en 1995, eclipsando así al resto de bandas que empezaban a ganar popularidad en aquel momento.
Durante el resto de la década, las formaciones ya existentes continuaron ganando adeptos en el mainstream, bandas como Third Eye Blind o Sponge, convirtiéndose en uno de los géneros predominantes en el mercado del rock alternativo.

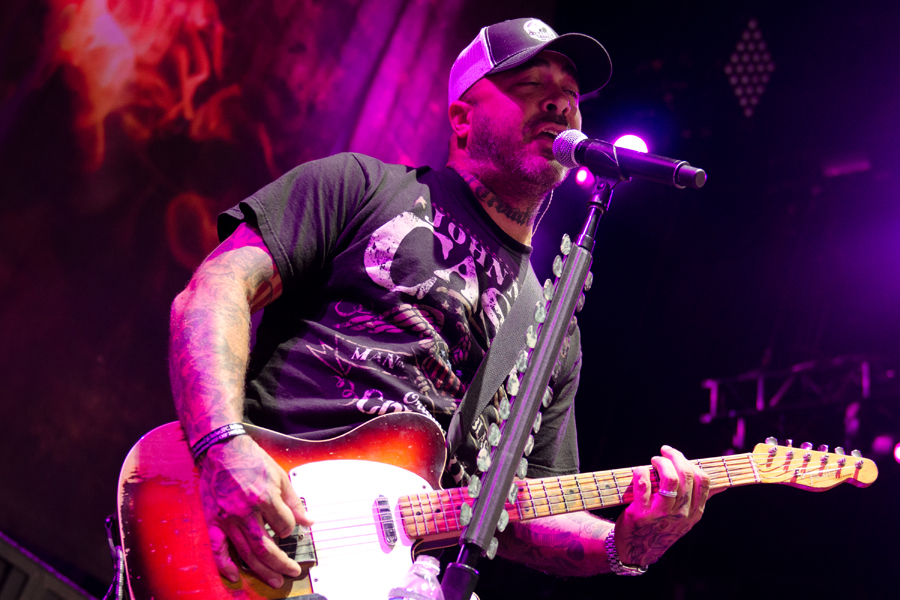
Aaron Lewis, vocalista de la banda Staind

Las mujeres también jugaron un papel importante en este género, tal es el caso de Alanis Morissette, una de las primeras mujeres en impulsar esta oleada musical, principalmente con sus álbumes, tales como Jagged Little Pill, al igual que Tracy Bonham. A este le siguieron algunas mujeres también con cierta influencias en este género, como Dolores O'Riordan, Courtney Love. También otras cantantes solistas con influencias más del pop rock y adult alternative, experimentaron con el postgrunge con un formato más pop-rock en estas canciones. Las intérpretes fueron Avril Lavigne, Marion Raven y Taylor Momsen.

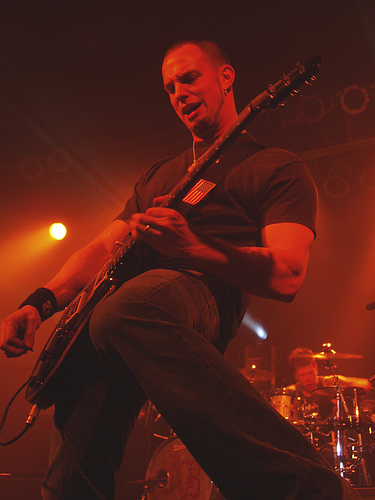
Mark Tremonti, guitarrista de Alter Bridge y Creed

A pesar del gran número de bandas y artistas surgidos en esta época en el panorama rock, ninguna región del mundo parece ser el punto en común de todas estas formaciones, al contrario del grunge y la ciudad de Seattle. Sin embargo, merece la pena citar al centro del estado de Florida como lugar impulsor de gran número de grupos postgrunge, con bandas como Creed, autora de Human Clay, el mayor éxito desde Nevermind al llegar a los once millones de copias, superando al también superventas Frogstomp, de Silverchair.
El declive del Postgrunge llegaría con el nuevo siglo, ya que nuevos géneros iban ganando popularidad en las emisoras de radio, hasta entonces territorio del rock alternativo, como el pop y bandas como los Back Street Boys, entre otros. En consecuencia, muchos de los grupos de rock alternativo de aquella época incorporaban partes de nu metal y punk a sus composiciones, acabando con la denominación postgrunge en favor de rock moderno o, en inglés, modern rock.
Con el nuevo milenio llegó una de las bandas más exitosas del "postgrunge" o "rock moderno", Staind. La banda, originaria de Massachusetts, con su disco "Break the Cycle" logró vender más de 8 millones de copias y, además, puso al rock de vuelta en los primeros lugares de los rankings mundiales, gracias a éxitos como "It's been awhile", "Outside" y "Epiphany".
Actualmente, aunque con otra denominación, el género goza de abundante popularidad con grupos como Theory of a Deadman, Creed, Puddle of Mudd, Seether, Daughtry, Staind, 12 Stones, Nickelback, Hoobastank, 3 Doors Down, Shinedown, Switchfoot, Lifehouse, Breaking Benjamin, Three Days Grace, Finger Eleven, Chevelle, Trapt, Hinder, Our Lady Peace y The Pretty Reckless
Por otro lado, es de destacar la progresión musical en el género grunge de una de las bandas más referentes después de Nirvana o Alice In Chains, como el caso de Soundgarden en la actualidad.
La diferencia entre los distintos grupos de los 90 como el antes mencionado antiguo grupo de Dave Grohl, Foo Fighters, es que la mayoría pasó a mejor vida. Sin embargo, Pearl Jam ha seguido una trayectoria comparable a grupos como Red Hot Chili Peppers que, aun siendo de un género totalmente distinto, encuentran puntos similares en su evolución.

## Comparaciones con el grunge
El postgrunge es a menudo caracterizado como un género menos sucio, con un sonido menos agresivo y, por lo tanto, con más aceptación por parte del mainstream que el grunge. Además, se le identifica como una unión del grunge con el pop para hacerlo más comercial, creado por las multinacionales discográficas, lo cual es una paradoja, ya que representa todo lo contrario a los principios del grunge. Es por esto que muchos admiradores del grunge critican el postgrunge por ser presuntamente copias comerciales de las grandes estrellas del grunge.
Sin embargo, la mayoría de los grupos de rock, desde el descalabre del grunge, han sido criticados por ser remedos comerciales de antiguas bandas, siendo en especial el objeto de la mayoría de estas críticas el nu metal, pop punk y el mismo post-grunge.[cita requerida]